# Galerie municipale d'art moderne et contemporain de Turin
Pour les articles homonymes, voir GAM.

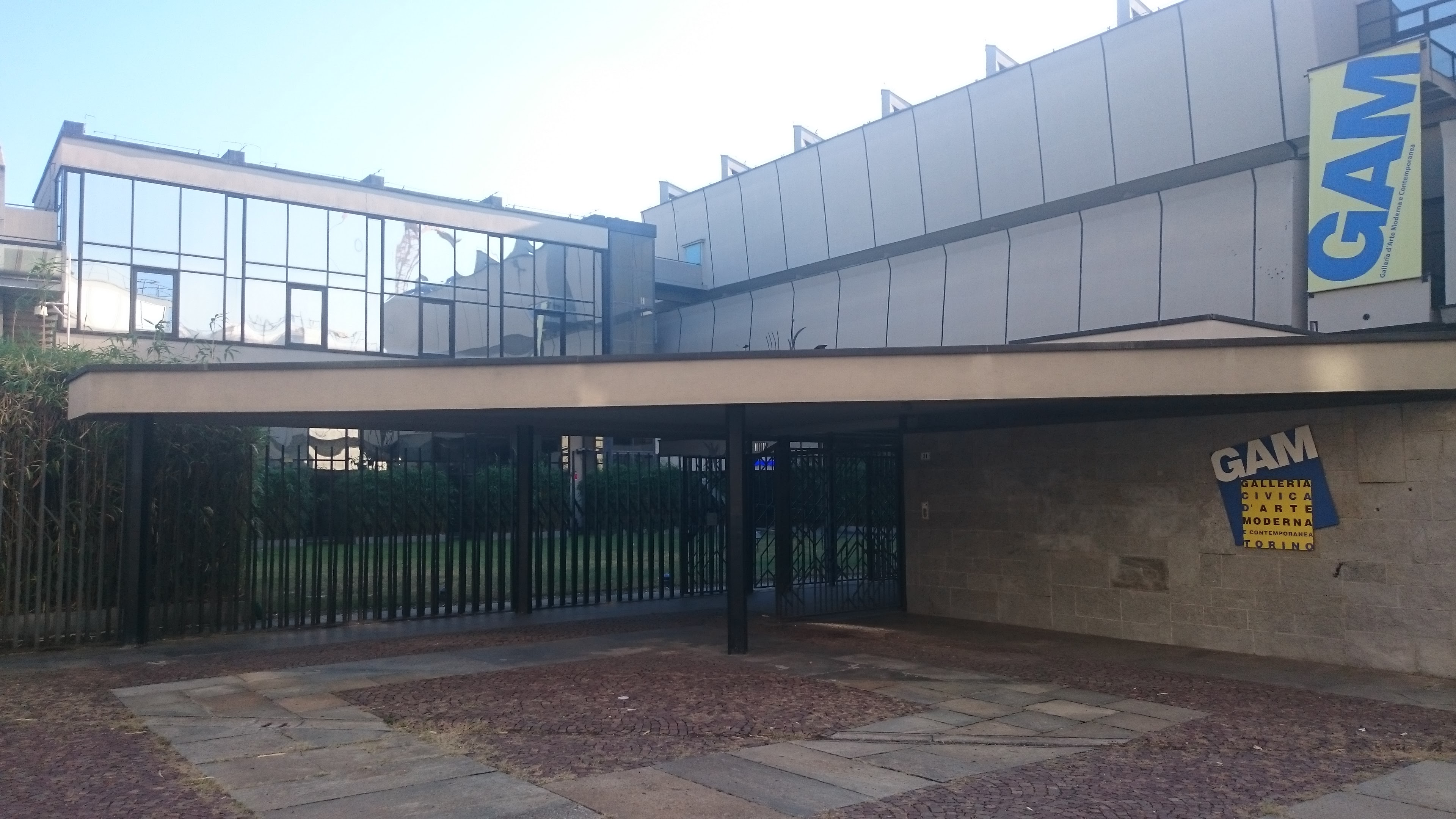
Entrée du musée.

La Galerie municipale d'art moderne et contemporain (en italien, Galleria Civica d'Arte Moderna e Contemporanea), connue aussi comme GAM, est un musée de Turin qui fut fondé selon ses bases actuelles en 1891-1895. Il se trouve au 31 de la via Magenta. Ce musée accueille des collections d'art permanentes des XIXe et XXe siècles.
La GAM fait partie de la fondation Torino Musei qui comprend aussi le MAO (Musée d'art oriental), le Palais Madame (musée municipal d'art antique), le Borgo et la Rocca médiévale.

## Histoire

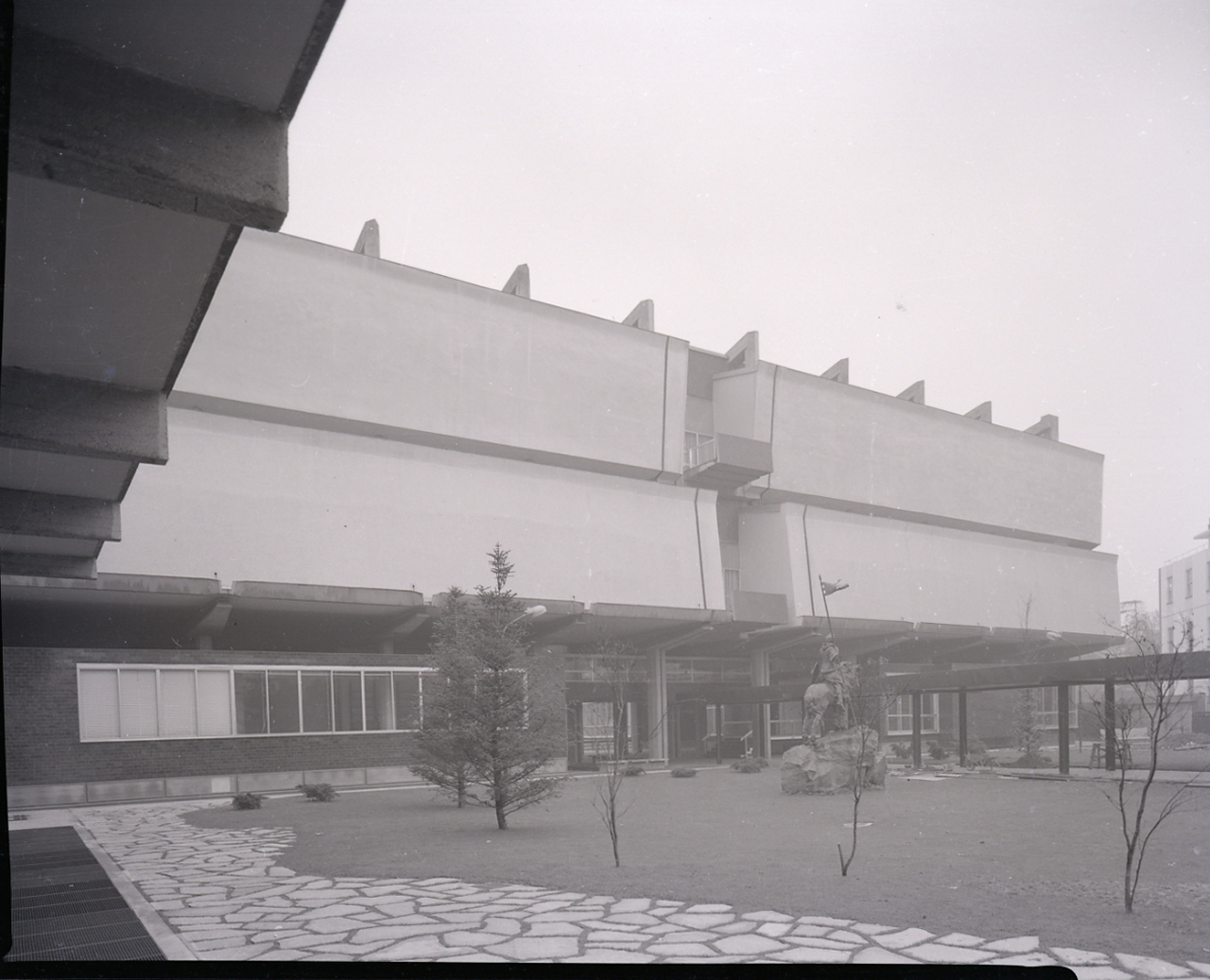
Vue de l'édifice qui accueille la galerie depuis 1959, photographie de Paolo Monti, l'année de son inauguration (Fondo Paolo Monti, BEIC).

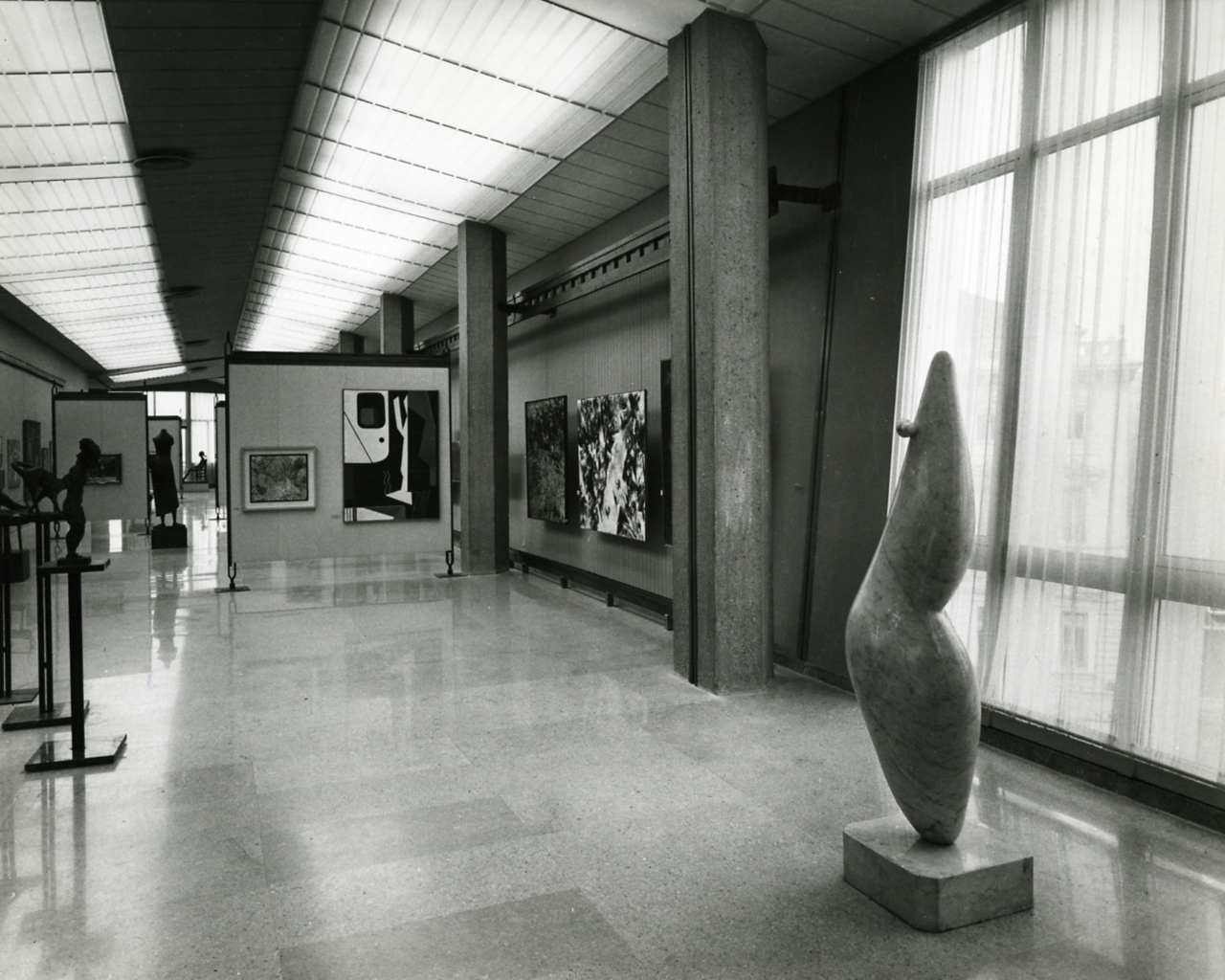
Photographie de Paolo Monti en 1959 (Fondo Paolo Monti, BEIC).

La collection d'art moderne appartenant à la municipalité de Turin a commencé à être assemblée lorsque le musée municipal a été fondé en 1863. C'est la première municipalité d'Italie à lancer une collection publique d'art moderne. Elle est abritée d'abord dans un édifice près de la Mole Antonelliana avec une collection d'art ancien. De 1895 à 1942, la collection est exposée dans un pavillon du Corso Siccardi (aujourd'hui Corso Galileo Ferraris) qui fut détruit par un bombardement anglo-américain.
Après la Seconde Guerre mondiale, un nouveau bâtiment est construit au même endroit par Carlo Bassi (it) et Goffredo Boschetti. Il est inauguré en 1959. La collection est exposée sur deux étages sous la direction de Vittorio Viale (it). Il est déclaré comme inapte au début des années 1980 et subit une longue restauration pour être ouvert à nouveau en juillet 1993.

### Organisation
En 2009, la collection est réorganisée, non plus selon un ordre chronologique, mais selon des thématiques comme Vue, Genre, Enfance ou encore Spécularité. Une nouvelle organisation a lieu en 2013 à l'occasion du cent-cinquantième anniversaire de la GAM avec par exemple les parcours Infini, Vélocité, Nature et Éthique.
Le patrimoine de la GAM se compose de plus de quarante sept mille œuvres picturales, de sculptures, d'installations et de vidéos, avec une vidéothèque en sous-sol.
Le musée met à la disposition du public plusieurs laboratoires didactiques, une salle de conférence, une bibliothèque, des archives photographiques, une librairie thématique et une cafétéria.

## Œuvres
Parmi les œuvres des XIXe et XXe siècles, on distingue celles de Antonio Canova, Giacomo Balla, Paul Klee, Amedeo Modigliani, Giovanni Fattori, Giuseppe Pellizza da Volpedo, Pablo Picasso, Pierre Soulages, Andy Warhol, Giogio de Chirico, Lucio Fontana, Nino Franchina ou encore Domenico Valinotti.

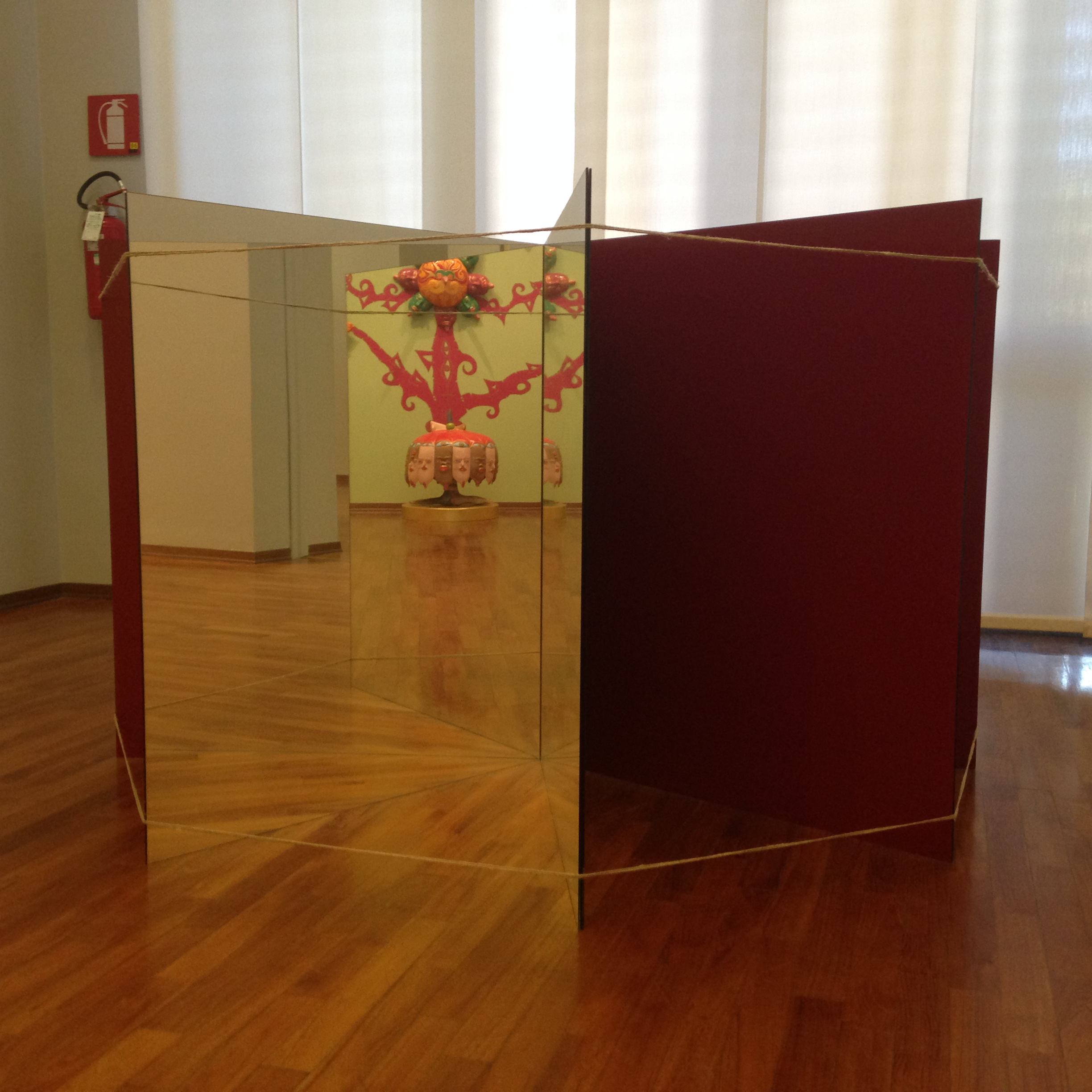
Raggiera di specchi (Motif radial de miroirs) de Michelangelo Pistoletto (1973-1976)
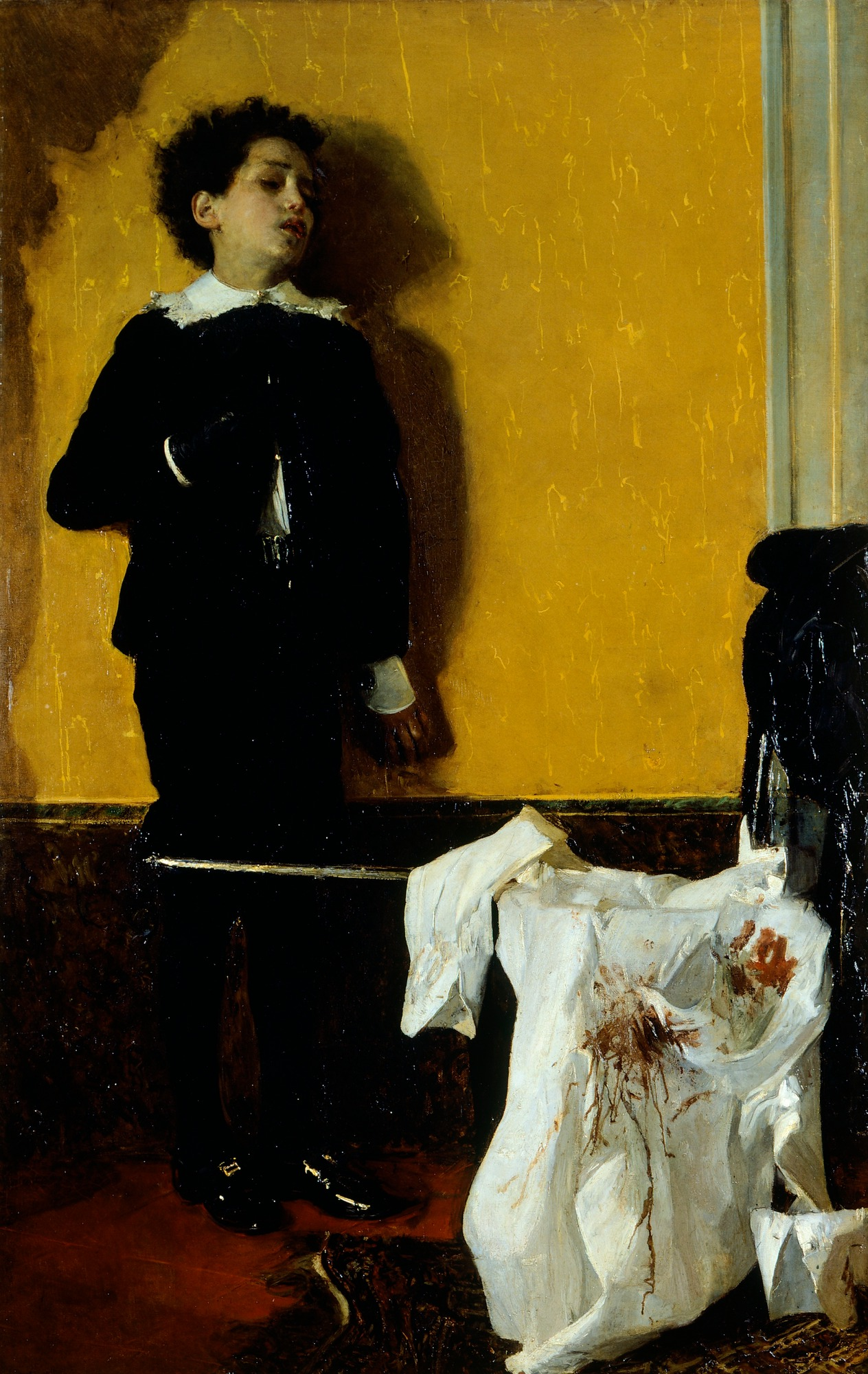
Après le duel d'Antonio Mancini (1872)
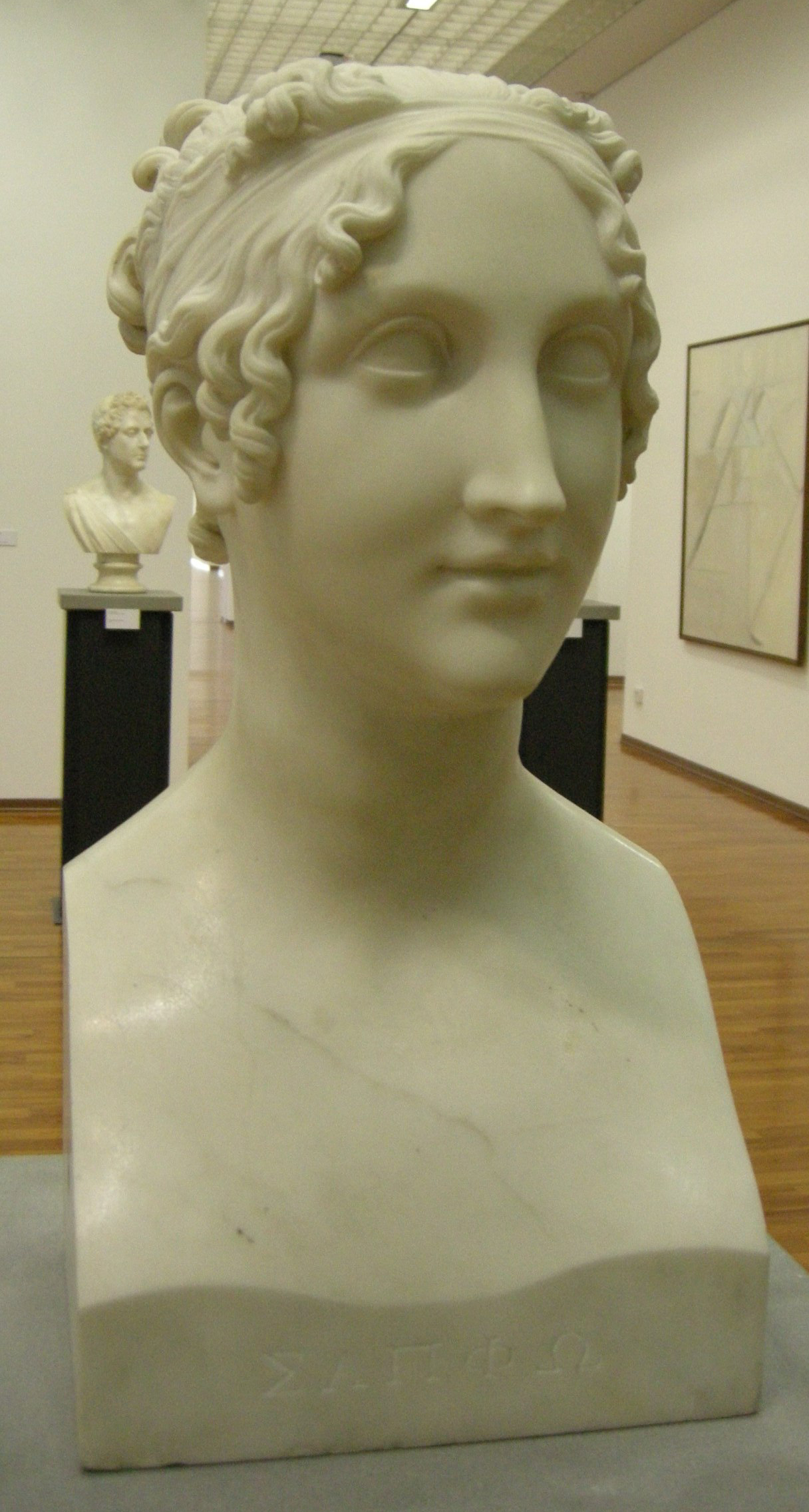
Sappho d'Antonio Canova (1819-1820)

## Source de la traduction
- (it) Cet article est partiellement ou en totalité issu de l’article de Wikipédia en italien intitulé « Galleria civica d'arte moderna e contemporanea » (voir la liste des auteurs).